# Карминит
Карминит (англ. Carminite) — минерал, арсенат свинца и железа с доп. анионами гидроксила. Pb-аналог соуардита. Кристаллы PbFe2(AsO4)2(OH)2
Агрегаты — Кристаллы, в виде пучков или шелковистых агрегатов мелких иголочек; также сплошной
с радиальным строением или радиально-волокнистых сферических агрегатах.
П. тр. — легко плавится, вспучиваясь, в чёрный немагнитный шарик. В закр. тр. плавится, становится темно-коричневым и выделяет немного воды.
Поведение в кислотах — Медленно растворяется в НСl с образованием PbCl2, полностью растворяется в НNO3.
Страна: Россия. Регион: Читинская область. Месторождение: Северный карьер. Шерловая Гора.